# Assedio di Philippsburg (1734)
L'assedio di Philippsburg è un episodio della guerra di successione polacca durante la quale l'esercito francese assediò la città di Philippsburg, nell'attuale Land del Baden-Württemberg, in Germania.

## Contesto
Alla morte di Augusto II di Polonia nel febbraio 1733 si aprì una contesa per la successione al trono del Regno di Polonia che vide contrapposti Federico Augusto II di Sassonia e Stanislao Leszczyński (suocero di Luigi XV di Francia). Il 12 settembre 1733 Leszczyński venne eletto re dal Sejm scatenando la reazione dell'Principato di Sassonia e dell'Austria sostenuti dall'Impero russo.
La Russia e l'Austria invasero la Polonia e Leszczyński, che non disponeva di un proprio esercito, fu costretto a rifugiarsi a Danzica nella speranza di ricevere rinforzi dalla Francia. Mentre le forze russe, austriache e sassoni cingevano d'assedio la città, la Spagna (che sperava di estendere la propria influenza sul Regno di Napoli) si alleò con la Francia mentre la Gran Bretagna, la Repubblica delle Sette Province Unite, la Svezia, la Danimarca e la Repubblica di Venezia rimasero neutrali.
Luigi XV – su consiglio del principe Luigi Francesco di Borbone-Conti e di Maurizio di Sassonia, fratellastro di Federico Augusto II – incaricò il duca di Berwick di invadere la Renania conquistando il Ducato di Lorena, per distrarre l'attenzione dell'Austria dagli eventi in Polonia.
Alla fine del 1733 il duca di Berwick attraversò il Reno e assediò Kehl, nei pressi di Strasburgo. Dopo aver espugnato la fortezza, l'esercito francese si arrestò a causa dell'arrivo dell'inverno. Il principe Eugenio di Savoia ebbe dunque il tempo per organizzare una controffensiva austriaca.
Nel frattempo, nel dicembre 1733 Gottfried Ernst von Wuttgenau venne nominato comandante della fortezza di Philippsburg. Von Wuttgenau si preparò alla difesa della propria posizione.

## L'assedio
Nel maggio 1734 le truppe francesi circondarono la fortezza di Philippsburg con 46 battaglioni - 14 sulla riva sinistra del Reno, le altre sulla riva destra – tagliando ogni via d'accesso al forte. Il 26 maggio i francesi iniziarono inoltre una trincea. Mentre ispezionava questa trincea il duca di Berwick venne ucciso da una cannonata e il comando passò a Claude François Bidal d'Asfeld.
Il 12 giugno, il duca di Berwick morì colpito da una palla di cannone mentre ispezionava le fortificazioni.
Il 17 giugno i soldati francesi riuscirono a penetrare nella fortezza arrivando fino al fossato interno. Il giorno seguente Wuttgenau fu costretto a chiedere la resa.
Il 19 giugno il principe Eugenio – che aveva raccolto circa 70 000 uomini – raggiunse Bruchsal con lo scopo di spezzare l'assedio francese ma D'Asfeld riuscì a respingere l'attacco austriaco.
In seguito D'Asfeld venne nominato maresciallo di Francia grazie all'abilità dimostrata durante l'assedio e Wuttgenau, per lo determinazione dimostrata nella difesa della città, venne promosso tenente generale.